# بارتووشوو
بارتووشوو (به چکی: Bartoušov) یک منطقهٔ مسکونی در جمهوری چک است که در ناحیه هاولیتشکوف برود واقع شده‌است. بارتووشوو ۵٫۹۱ کیلومتر مربع مساحت و ۱۶۴ نفر جمعیت دارد و ۴۷۴ متر بالاتر از سطح دریا واقع شده‌است.